# Voo FedEx Express 647
O voo FedEx Express (FedEx) 647 foi um voo entre o Aeroporto Internacional de Oakland (OAK), Oakland, Califórnia e o Aeroporto Internacional de Memphis (MEM), Memphis, Tennessee, que caiu durante o pouso em 18 de dezembro de 2003.

## Tripulação da aeronave e voo
A aeronave envolvida no incidente foi um McDonnell Douglas MD-10-10F (registro N364FE).:viii O MD-10 é uma variante atualizada da aeronave de fuselagem larga trijato McDonnell Douglas DC-10. No momento do acidente, a aeronave tinha um total de aproximadamente 65.375 horas de voo.:10
O voo tinha uma tripulação experiente; o capitão tinha cerca de 21.000 horas totais de combate, incluindo 2.602 horas de voo nas aeronaves MD-10 e MD-11, e o primeiro oficial teve cerca de 15.000 horas totais de combate, incluindo 1.918 horas no MD-10 / MD-11.:6
O voo também tinha a bordo cinco tripulantes da FedEx fora de serviço com destino a Memphis.:1

## Voo e incidente
Em 18 de dezembro de 2003, o voo 647 estava programado para partir de Oakland para Memphis às 08:10 (UTC−6), e após um breve atraso devido a um problema de classificação de pacotes, partiu para Memphis às 08:32.:1 A partida de Oakland e o cruzeiro entre Oakland e Memphis ocorreram sem intercorrências.:2
O voo pousou por volta das 12h26 na pista 36R e quase imediatamente o trem de pouso certo caiu. O avião desviou do lado direito da pista, pegando fogo ao fazê-lo. O copiloto sofreu ferimentos leves ao evacuar a aeronave, assim como um dos cinco pilotos da FedEx de folga que estavam a bordo como passageiros. Mais tarde, foi descoberto que o piloto de folga que ativou a saída de emergência não tinha sido treinado de forma adequada em sua operação. A alça que foi puxada soltou o escorregador como parte de um projeto para usá-lo como uma balsa em caso de aterrissagem na água, e o escorregador posteriormente retirado do avião.

## Investigação
O Conselho Nacional de Segurança nos Transportes (NTSB) conduziu uma investigação completa do acidente. Descobriu que, embora a aeronave tivesse encontrado um vento cruzado durante o pouso, as condições estavam bem dentro dos recursos seguros da aeronave. O primeiro oficial não alinhou adequadamente o avião antes do pouso, nem diminuiu o ritmo do avião adequadamente antes do pouso, para que o avião aterrissasse excessivamente. Quando o avião pousou, o vento cruzado fez com que a asa direita caísse aproximadamente seis graus. Isso estava além dos recursos de design do trem de pouso principal certo e, como resultado, estalou. O NTSB também citou o piloto por não ter verificado o trabalho do primeiro oficial.
O NTSB descobriu ainda que a Ordem FAA 8400.10 (Manual do Inspetor de Aviação do Transporte Aéreo) era deficiente na seção que tratava da garantia de treinamento de evacuação para a tripulação do voo.